# Không gian moduli
Trong toán học, đặc biệt là hình học đại số, một không gian mo-đu-li (hay không gian moduli) là một không gian hình học (thường là một lược đồ hoặc một chùm đại số) có các điểm đại diện cho các đối tượng hình học, hoặc các lớp đẳng cấu của các đối tượng hình học đó. Các không gian như vậy thường là giải pháp cho các vấn đề phân loại hoặc các vấn đề cực đại, cực tiểu.
Thuật ngữ moduli mang nghĩa gần với tham số: ta tham số hóa các đối tượng bằng các điểm trong một không gian. 

## Ví dụ cơ bản

### Không gian xạ ảnh và các Grassmann
Không gian xạ ảnh Pn là không gian moduli của các đường thẳng trong R n +1 đi qua gốc. Tương tự, không gian xạ ảnh phức là không gian moduli của các đường thẳng phức trong Cn+1 đi qua gốc.
Một đa tạp Grassmann G(k,V) của không gian vectơ V trên một trường F là không gian moduli của tất cả các không gian con tuyến tính k chiều của V.

### Lược đồ Hilbert
Lược đồ Hilbert Hilb(X) là một lược đồ moduli. Mọi điểm đóng của Hilb(X) tương ứng với một lược đồ con đóng của lược đồ X.

### Công cụ xây dựng
- Lược đồ Hilbert
- Lược đồ Quot
- Lý thuyết biến dạng
- Thương GIT
- Tiêu chuẩn Artin, tiêu chuẩn chung để xây dựng các không gian moduli như các chùm đại số từ các hàm tử moduli

### Không gian Moduli
- Moduli của các đường cong đại số
- Chùm moduli của các đường cong elliptic
- Đường cong mo-đu-la
- Hàm tử Picard
- Moduli các bó nửa ổn định trên một đường cong
- Không gian moduli Kontsevich
- Moduli các bó nửa ổn định